# غرداسة
غرداسة هي قرية في مقاطعة بيرانشهر، إيران. يقدر عدد سكانها بـ 219 نسمة بحسب إحصاء 2016.